# Márcio Lomiranda
Márcio Lomiranda (Márcio Silvio Cotti de Miranda) (Belo Horizonte, 12 de março de 1957) é músico,compositor, arranjador e produtor musical.

## Biografia
Márcio começou seus estudos de piano aos 5 anos, em Divinópolis, interior de Minas Gerais,cidade que sempre considerou como sua real cidade natal e onde aos 14 anos já tocava em bandas de baile e tinha sua banda rock, o Grupo Esgotho. Mudou-se para Belo Horizonte e lá cursou Regência e Composição na Universidade Federal de Minas Gerais (UFMG). Ainda em Belo Horizonte,atuou junto a artistas da cena local como Sirlan,Lery Faria Jr,Melão(Marcio Barroso Santarosa) e a Banda Livre,trabalhando tambem como tecladista em casas noturnas e restaurantes.
Eventualmente atuava como técnico de som com o equipamento de seu " conjunto de baile" o Brazil Export(trio formado por ele no piano,orgão e vocal,Davi Dâmaso(ex AdCanto no baixo e Marco Antonio Funeral na bateria)Lomiranda chegou a operar como técnico de som em shows que iam para BH como Fafá de Belém ,Alceu Valença entre outros.
Em 1978, Lomiranda mudou-se para o Rio de Janeiro e ao chegar integrou a banda Original Orquestra,grupo formado por Luiz Moreno ex-baterista da banda O Terço,Paul de Castro, violino guitarra e Nelsinho das Laranjeiras, baixo, ex-integrantes da banda Veludo.
Em 1979 por indicação do conterrâneo e amigo o tecladista Túlio Mourão passou a integrar o grupo que acompanhava Ney Matogrosso estreando no show Feitiço,participando também como tecladista da gravação do álbum Sujeito Estranho.De 1981 a 1987 foi integrante da banda que acompanhava Alceu Valença, tendo participado das gravações dos álbuns Cavalo de Pau, Anjo Avesso, Estação da Luz, Mágico, Rubi e anos mais tarde dos cd's 7 Desejos e Na Embolada do Tempo. 
Durante os anos em que acompanhou Alceu Valença, junto com os companheiros de banda,Paulo Rafael,Zé da Flauta,Jurim Moreira,Jorge Degas,Severo do Acordeon e Firmino participou como tecladista e arranjador em discos de Gal Costa, Amelinha, Zé Ramalho, Teca Calazans, Carlos Moura, entre outros.Essa mesma formação se apresentou  com Alceu Valença no primeiro Rock In Rio.
De 1987 a 1988 acompanhou Luiz Caldas e participou da gravação do álbum "Lá Vem o Guarda". Em 1988, 1989 e início de 1990 trabalhou com o guitarrista Sérgio Dias Baptista , de Os Mutantes, participando de seu disco Mind Over Matter,lançado na Inglaterra em 1991 e do álbum Songs of Leopard.Também em 1989, fez parte da banda que acompanhava a cantora Rosanah Fienngo . De 1990 a 1994, trabalhou com Marina Lima, gravando com ela os discos “Marina Lima” e “O Chamado”, sendo que neste último, teve sua música Nightie Night, parceria com Pat MacDonald da banda Timbuk3, gravada em duas versões, instrumental e cantada.
Ao longo de cerca de treze anos junto ao produtor Guto Graça Mello participou como tecladista e/ou arranjador nos álbuns de nomes como: Cássia Eller, Fábio Junior, Fat Family , Ivan Lins, Leila Pinheiro, Maria Bethânia, Milton Nascimento,Gilberto Gil,Paula Toller, Sandra de Sá, Sandy & Junior, Zélia Duncan,entre tantos outros dos mais variados estilos.Em 1996 participou tocando os teclados da regravação da música Balada do Louco  cantada pelo próprio Arnaldo Baptista, bônus track do relançamento do álbum Singin’Alone.
Em 1992 junto com Paulo Rafael(guitarra) e Tonia Schubert(vocal) gravou o álbum "Rútila Máquina" (Polygram),um trabalho de Eletro Rock.A música “Magnificat” de sua autoria e gravada nesse trabalho, foi tema de abertura da novela Olho no Olho, exibida pela TV Globo em 1993. Em 2001, também com o parceiro Paulo Rafael (guitarra) e a cantora Taryn Szpilman lançou o álbum "Eletro Fluminas" , recentemente disponibilizado nas plataformas digitais.Em 2008, lançou seu primeiro trabalho solo, o álbum "Verdazul", (Eletro Fluminas/Som Livre), encontrado também nas plataformas digitais. 
Desde 1997, integra a equipe de produtores musicais da TV Globo e é compositor de trilhas originais para diversos programas da emissora.

## Discografia
- 1993 - Rútila Máquina-Polygram
- 2001 - Eletro Fluminas-Eletro Fluminas
- 2008 - Verdazul-Som Livre
- 2016-Supermax Musica Original-Som Livre
- 2018-Eletroalma vol 1-Digital-Eletro Fluminas
- 2018-Eletro Fluminas Retrieved Files(2003)
- 2018-Projeto Bacco(2003)
- 2018-Sede(single)Eletro Fluminas * 2018-Tatih Köhler & Lomiranda(2008)
- 2020-Assum Preto(Luiz Gonzaga e Humberto Teixeira)(single)Eletro Fluminas-Digital-Eletro Fluminas
- 2020-Para Sandoval-single-(musica em homenagem a Arturo Sandoval com Lomiranda ,teclados,Cássio Cunha ,bateria e Fernando Nunes,baixo-Digital-Eletro Fluminas

## Trilhas sonoras para TV (Rede Globo)
| Sai de Baixo (prod. musical, música original e tema de abertura) | 1998 / 2002                            |
| A Turma do Didi (prod. musical e música original) | 04/08 de 1998                          |
| Vida ao vivo show (prod. musical e música original ) | 1998/1999                              |
| O Belo e as Feras (prod. musical e música original ) | Abril a maio de 1999                   |
| Brava Gente (prod. musical e música original ) | Diversos episódios entre 2001 e 2003   |
| Os Normais (prod. musical e música original ) | 2001 a 2003                            |
| O quinto dos infernos (prod. musical, música original e intérprete do tema de abertura) | Janeiro a março de 2002                |
| Xuxa no mundo da imaginação (prod. musical e música original) | Out 2002 a dez 2004                    |
| Terra dos meninos pelados (prod. musica e música original) | 2003                                   |
| Os Aspones (prod. musical e música original) | 2004                                   |
| TV Xuxa (prod. musical e música original) | 2005                                   |
| Clara e o chuveiro do tempo (prod. musical, música original e tema de abertura) | 2006                                   |
| A grande família (prod. musical e música original) | 2002/2012                              |
| A diarista (prod. musical e música original) | 2004/2007(4 temporadas)                |
| Os Amadores (prod. musical, música original e tema de abertura) | 2005,2006 e 2007 (um especial por ano) |
| Minha nada mole vida (prod. musical e música original) | 2006 / 2007 (3 temporadas)             |
| O sistema (produção musical e música original) | Nov/dez 2007                           |
| Casseta & Planeta (produção musical e música original) | 2007/2010                              |
| Força-Tarefa (prod. musical e música original) | 2009 / 2011(3 temporadas)              |
| Batendo ponto (prod. musical, música original e tema de abertura) | 2011                                   |
| Junto & Misturado (série)\|Junto & Misturado]] (prod. musical e música original) | 2010                                   |
| Macho Man (prod. musical e música original) | 2011/2012 (2 temporadas)               |
| Encontro com Fátima Bernardes (prod. musical, música original e tema de abertura) | 2012                                   |
| Como aproveitar o fim do mundo (prod. musical e música original) | 2012                                   |
| O Dentista mascarado (prod. musical, música original e tema de abertura) | 2013                                   |
| Na moral (prod. musical e música original) | 2013-2014                              |
| O caçador (prod. musical e música original) | 2014                                   |
| Separação (prod. musical e música original) | Out 2014/ março de 2015                |
| Chapa quente (prod. musical e música original) | Temp de 2015                           |
| Tá no Ar (prod. musical e música original) | De 2014 a 2018 (no ar)                 |
| Supermax(prod. musical e música original) | Set a dez 2016                         |
| Zorra (prod. musical, música original e tema de abertura) | 2016 e 2020- no ar                     |
| Filhos da Pátria (prod. musical e música original) | 2017                                   |
| Adnight Show 2017(prod. musical, música original e tema de abertura) | 2017 (segunda temporada)               |
| Dicas de um sedutor (prod. musical, música original e tema de abertura) | 2008                                   |
| Conexão Xuxa (prod. musical, música original e tema de abertura) | 2007-2008                              |
| Vídeo bula (Fantástico) (prod. musical, música original e tema de abertura) | 2001                                   |
| As 50 leis do amor (Fantástico) (prod. musical e música original) | 2004                                   |
| Bicho homem (Fantástico) (prod. musical, música original e tema de abertura) | 2010                                   |
| O super sincero (Fantástico) (prod. musical e música original) | 2008                                   |
| A mulher de sua vida (Fantastico) (prod. musical, música original e tema de abertura) | 2013                                   |
| Baú do baú do Fantástico (prod. musical, música original e tema de abertura) | 2013                                   |
| Verão 90 (prod.musical e musica original)juntamente com o Produtor Mú Carvalho | 2019                                   |
| Fora de Hora (prod. musical, música original e tema de abertura) Fora de Hora PODCAST (prod. musical, música original e tema de abertura)Globoplay Cada um no seu Quadrado(prod. musical, música original e tema de abertura)-Globoplay Sterblitch não tem um Talk Show)prod. musical, música original)-Globoplay | 2020                                   |

Divã(prod.musical e musica original
Um Lugar ao Sol,novela de Licia Manzo para TV GLOBO (prod.musical e musica original)juntamente com o Produtor Mú Carvalho

2020 A 2022 NO AR